# Otus rufescens
Mocho-d'orelhas-vermelho ou mocho-de-orelhas-avermelhado (Otus rufescens) é uma espécie de ave estrigiforme pertencente à família Strigidae. É uma coruja encontrada no sudoeste asiático.